# Bill Nye
William Sanford Nye (sinh ngày 27/11/1955), hay còn được biết đến với tên gọi Bill Nye the Science Guy (nhà khoa học Bill Nye), là nhà khoa học, kỹ sư, MC người Mỹ. Ông nổi tiếng qua chương trình khoa học cho trẻ em Bill Nye the Science Guy (1993–1998).
Nye bắt đầu sự nghiệp với tư cách là kỹ sư cơ khí cho Tập đoàn Boeing Corporation ở Seattle, nơi ông đã phát minh ra ống triệt tiêu cộng hưởng thủy lực được sử dụng trên 747 máy bay. Năm 1986, Nye rời Boeing để theo đuổi hài kịch, viết và thực hiện các trò đùa và bit cho chương trình truyền hình phác họa địa phương Hầu như Live!, Nơi anh sẽ thường xuyên tiến hành các thí nghiệm khoa học kỳ quặc. Nye khao khát trở thành Pháp sư tiếp theo và với sự giúp đỡ của một số nhà sản xuất đã giới thiệu thành công chương trình truyền hình dành cho trẻ em Bill Nye the Science Guy sang KCTS-TV,, kênh 9, đài truyền hình công cộng của Seattle. Chương trình truyền hình tự hào tuyên bố trong bài hát chủ đề của mình rằng "quy tắc khoa học!" - diễn ra từ năm 1993 đến năm 1998 trong tập đoàn truyền hình quốc gia. Được biết đến với "phần trình bày năng lượng cao và phân đoạn theo nhịp độ MTV", chương trình đã trở thành một điểm nhấn cho cả trẻ em và người lớn. Chương trình được giới phê bình đánh giá cao và được đề cử 23 giải Emmy, chiến thắng mười chín.
Sau thành công của chương trình, Nye tiếp tục ủng hộ khoa học, trở thành CEO của Hiệp hội hành tinh và giúp phát triển các đồng hồ mặt trời cho các nhiệm vụ thám hiểm sao Hỏa Rover. Nye đã viết hai cuốn sách bán chạy nhất về khoa học, bao gồm Undeniable: Evolution and the Science of Creation năm 2014 và Unstoppable: Harnessing Science to Change the World năm 2015. Nye đã xuất hiện trên phương tiện truyền thông thường xuyên, bao gồm cảDancing with the Stars, The Big Bang Theory và Inside Amy Schumer. Nye đóng vai chính trong một bộ phim tài liệu về cuộc đời và vận động khoa học của anh có tựa đề Bill Nye: Science Guy, được công chiếu tại Liên hoan phim miền Nam bởi Tây Nam vào tháng 3 năm 2017, và vào tháng 10 năm 2017, đã được chọn là NYT Critic's Pick. Năm 2017, anh ra mắt loạt phim Netflix, mang tênBill Nye Saves the World.